# Максимов Георгій Іванович
Гео́ргій Іва́нович Макси́мов (27 серпня 1916 — 11 серпня 1980) — радянський військовик часів Другої світової війни, гвардії майор, Герой Радянського Союзу (1944).

## Життєпис
Народився на хуторі Моховий, нині — хутір Моховський у складі міського округу місто Михайлівка Волгоградської області Росії.
У лавах РСЧА з 1935 року. Член ВКП(б) з 1940 року. У 1941 році закінчив Харківське військово-політичне училище.
Учасник німецько-радянської війни з 1941 року. Воював на Західному, Південному, Південно-Західному, Воронезькому і 1-му Українському фронтах.
Особливо командир мотострілецького батальйону 59-ї гвардійської танкової бригади 8-го гвардійського танкового корпусу 40-ї армії Воронезького фронту гвардії майор Г. І. Максимов відзначився під час битви за Дніпро. Переслідуючи супротивника, що відступав, у ніч на 24 вересня 1943 року батальйон під його командуванням успішно форсував річку Дніпро і захопив плацдарм на правому її березі. В період з 24 вересня по 24 жовтня 1943 року бійці мотострілецького батальйону під командуванням гвардії майора Г. І. Максимова знищили понад 400 солдат і офіцерів ворога, 3 спостережних пункти, 7 мінометів, 10 автомашин, 19 кулеметів, 18 повозок.
30 грудня 1946 року підполковник Г. І. Максимов вийшов у відставку. Мешкав у місті Київ, де й помер.

## Нагороди
Указом Президії Верховної Ради СРСР від 3 червня 1944 року гвардії майору Максимову Георгію Івановичу присвоєне звання Героя Радянського Союзу з врученням ордена Леніна (№ 17567) і медалі «Золота Зірка» (№ 3066).
Також нагороджений орденами Кутузова 3-го ступеня (16.06.1945), Олександра Невського (14.03.1943), двома Вітчизняної війни 1-го ступеня (19.02.1943, 31.08.1944) і медалями, у тому числі й «За бойові заслуги» (06.11.1947).